# ジョーダナ・スパイロ
ジョーダナ・スパイロ（Jordana Ariel Spiro, 1977年4月12日 - ）は、マンハッタン生まれの女優である。

## 出演作

### テレビ
- ブラインドスポット タトゥーの女 Blindspot（2015年） - サラ・ウェラー役
- The Mob Doctor （2012年） - 主人公グレース・デブリン役
- My Boys （2006年） - P・J・フランクリン役
- The Huntress （2000年） - ブランディ・ソーソン役
- One World （1998年） - アレックス役

#### ゲスト出演
- ハリーズ・ロー 裏通り法律事務所 Harry’s Law （2011年） - レイチェル・ミラー
- Kitchen Confidential （2006年） - アリソン
- Out of Practice （2005年） - ビアンカ
- 犯罪捜査官ネイビーファイル JAG （2005年） - キャサリン・グレイブス
- Cold Case （2005年） - スザンヌ 1969
- CSI:ニューヨーク CSI: NY （2005年） - Tavia Greenburg
- Undressed （2000年） - Merrith
- City Guys （1998年） - ゾーイ
- ビバリーヒルズ高校白書 Beverly Hills, 90210 （1998年） - キャリー・ノックス
- バフィー 〜恋する十字架〜 Buffy the Vampire Slayer （1997年） - キャリー・アンダーソン
- Maybe This Time （1995年） - チェイス

### 映画
- ブレイクアウト Trespass （2011年） - 強盗犯ペタル
- 迷ディーラー！？ピンチの後にチャンスなし The Goods:Live Hard, Sell Hard （2009年） - 社長の娘アイビー
- Rockett （2007年） - Kim.
- Living & Dying （2006年） - Mary Jane.
- Argo （2006年） - Becca.
- Alone with Her （2006年） - Jennifer.
- Partner(s) （2005年） - Anne.
- Must Love Dogs （2005年） - Sherry.
- The Greener Grass （2004年） - Heather.
- Beck and Call （2004年） - Jemma.
- Playas Ball （2003年） - Tonya Jenkins.
- フロム・ダスク・ティル・ドーン3 From Dusk Till Dawn 3: The Hangman's Daughter （2000年） - キャサリン・リース
- If These Walls Could Talk （1996年） - アリソン
- Her Last Chance （1996年） - ウェイトレス